# Павлиноглазка малая
Павлиноглазка малая, или ночной павлиний глаз малый (лат. Saturnia pavonia) — вид бабочек из семейства павлиноглазки, широко распространённый по всей Палеарктике.

## Описание

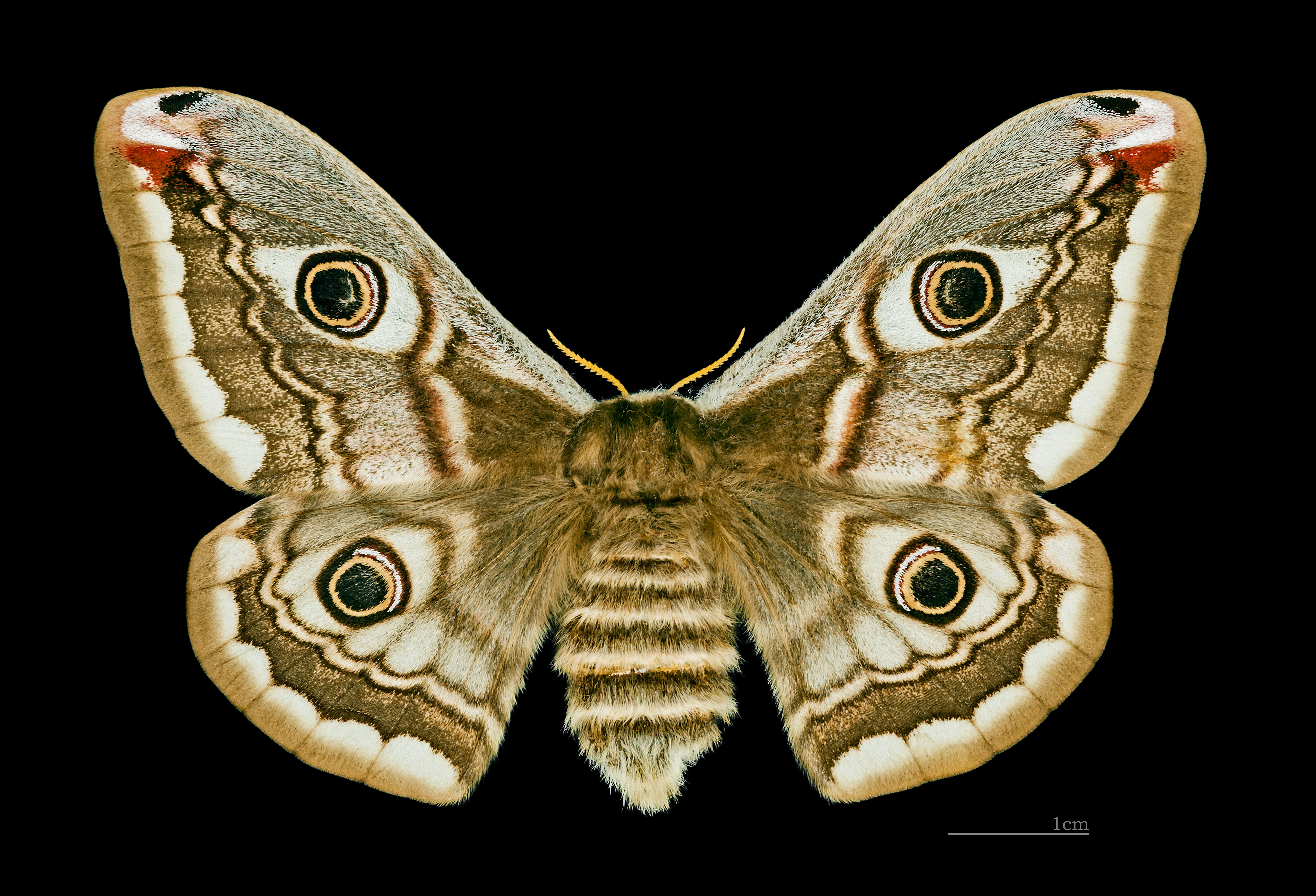
Самка

Длина переднего крыла самца 25—29 мм, самки — 28—38 мм. Размах крыльев самца до 60 мм, самки — до 80 мм. Передние крылья самца рыжевато-серые, задние — яркие, оранжево-рыжие. У самки передние и задние крылья светло-серые. Особи из предгорных и горных местностей окрашены темнее и ярче. Рисунок крыльев обоих полов составляют несколько поперечных волнистых линии и крупные глазчатые пятна, которые расположены в центре каждого крыла и окаймленные чёрной и светлой каймой. В центре пятна — чёрные. Бахрома крыльев светло-серая. Тело сильно опушенное. Усики самцов перистые, самок — гребенчатые.

## Ареал
Евразия: вся Европа, на севере до Центральной Швеции и Финляндии, в европейской части России — до Кольского полуострова и Коми; Кавказ, Закавказье, Северо-Восточная Турция, Северный Казахстан. Обитает в южной и средней полосах Сибири, Северной Монголии, Северном Китае, Приамурье, севере Приморья.

## Биология
Вид приурочен преимущественно к разреженным лиственным и смешанным лесам с прогреваемыми полянами и опушками. Также встречается на окраинах верховых болот. В Сибири вид населяет преимущественно равнинную и предгорную лесостепь, а также юг лесной зоны, откуда также проникает в горно-лесной пояс. В горах обитает на высотах до 2000 метров над уровнем моря.
Развивается в одном поколении, лёт с начала апреля до мая (в европейской части России — с мая по июнь). Самки активны только в тёмное время суток. Самцы активны и днём. Самки откладывают яйца на кору стволов, веток, на нижнюю сторону листьев в виде кистей. Гусеницы вылупляются на юге ареала в мае, в средних широтах и на севере — в июне. Первое время живут группами. Гусеница покрыта жёлтыми или красноватыми бородавками. Окукливание в середине июля, в лесной подстилке, у основания стволов деревьев, на стеблях болотных кустарничков (например, болотный мирт) или в расщелинах коры в плотных грушевидных коконах. Зимует куколка.
Кормовые растения гусеницы: манжетка (Alchemilla), ольха (Alnus), земляничное дерево (Arbutus), берёза (Betula), вереск (Calluna), кизил (Cornus), боярышник (Crataegus), эрика (Erica), бук (Fagus), лабазник (таволга) (Filipendula), земляника (Fragaria), ясень (Fraxinus), облепиха (Hippophae), хмель (Humulus), орех (Juglans), дербенник (Lythrum), яблоня (Malus), восковник болотный (Myrica gale), фисташка (Pistacia), тополь (Populus), лапчатка (Potentilla), слива (Prunus), груша (Pyrus), дуб (Quercus), крушина слабительная (Rhamnus), шиповник (Rosa), рубус (Rubus), щавель (Rumex), ива (Salix), бузина (Sambucus), шинус (Schinus), рябина (Sorbus), спирея (Spiraea), вяз (Ulmus), вакциниум (Vaccinium), горец (Polygonum).

## Замечания по охране
Вид был включен в Красную книгу СССР. Сейчас включен в Красную книгу Украины и в список редких и исчезающих насекомых Челябинской области, а также в Красные книги Республики Марий Эл (2002), Московской (2008, 2-е издание) и Иркутской областей (2010).

## Галерея

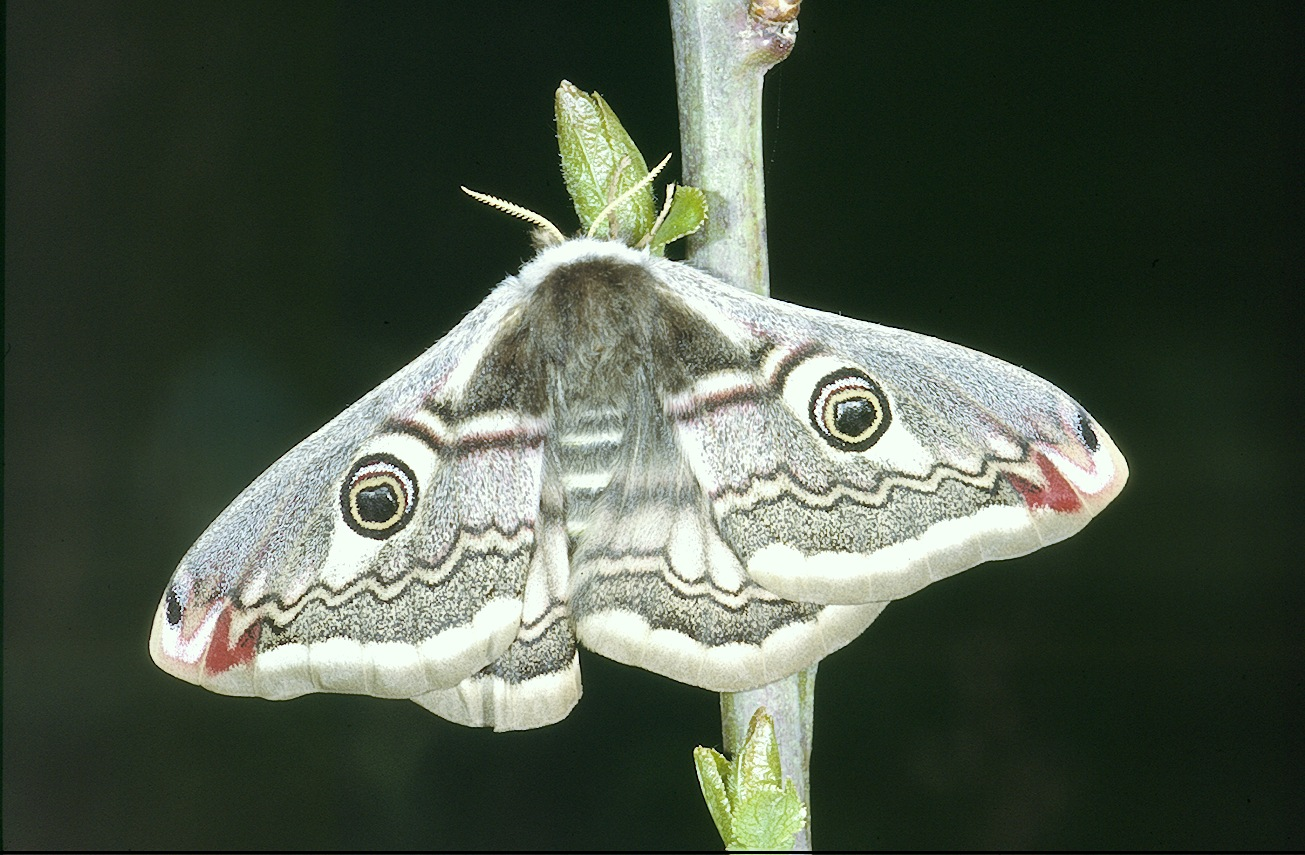
Самка
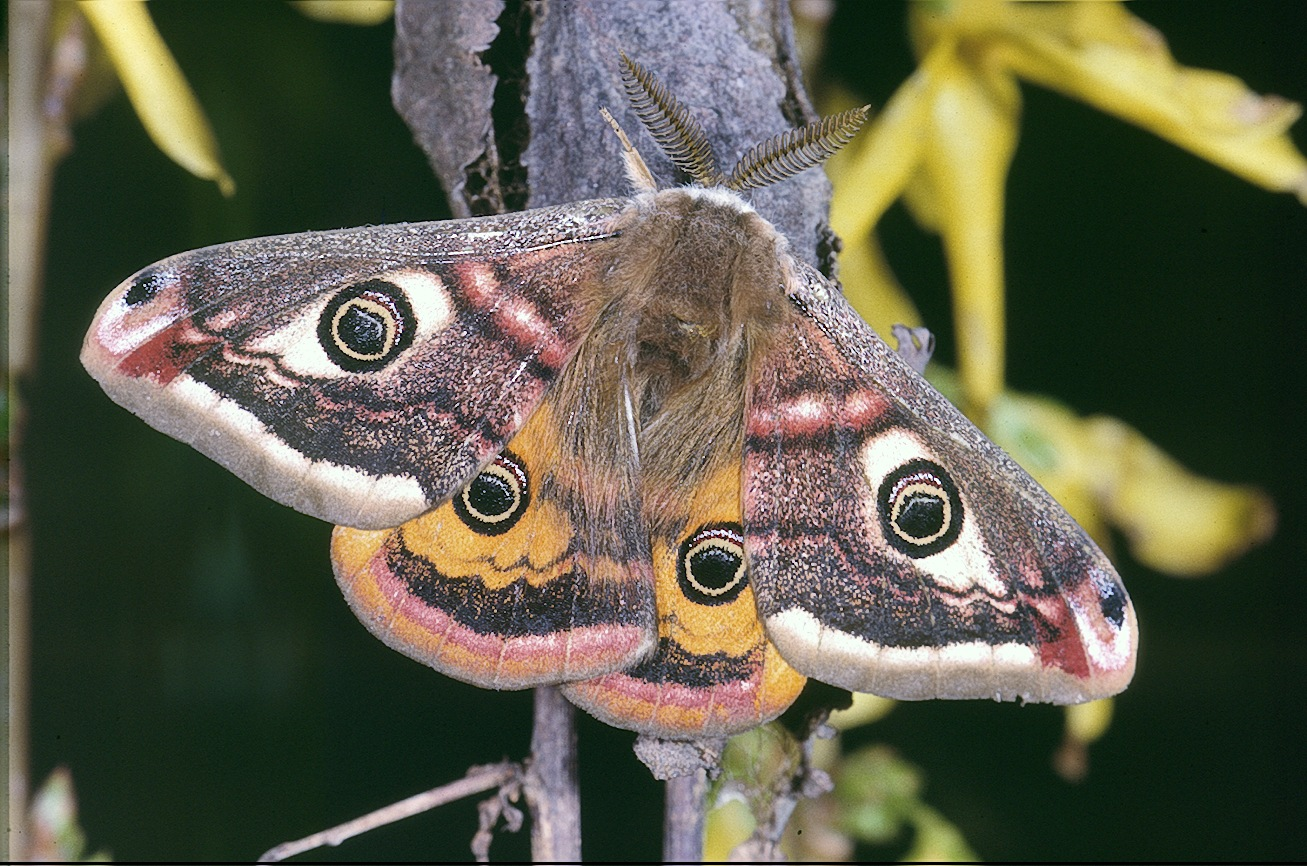
Самец
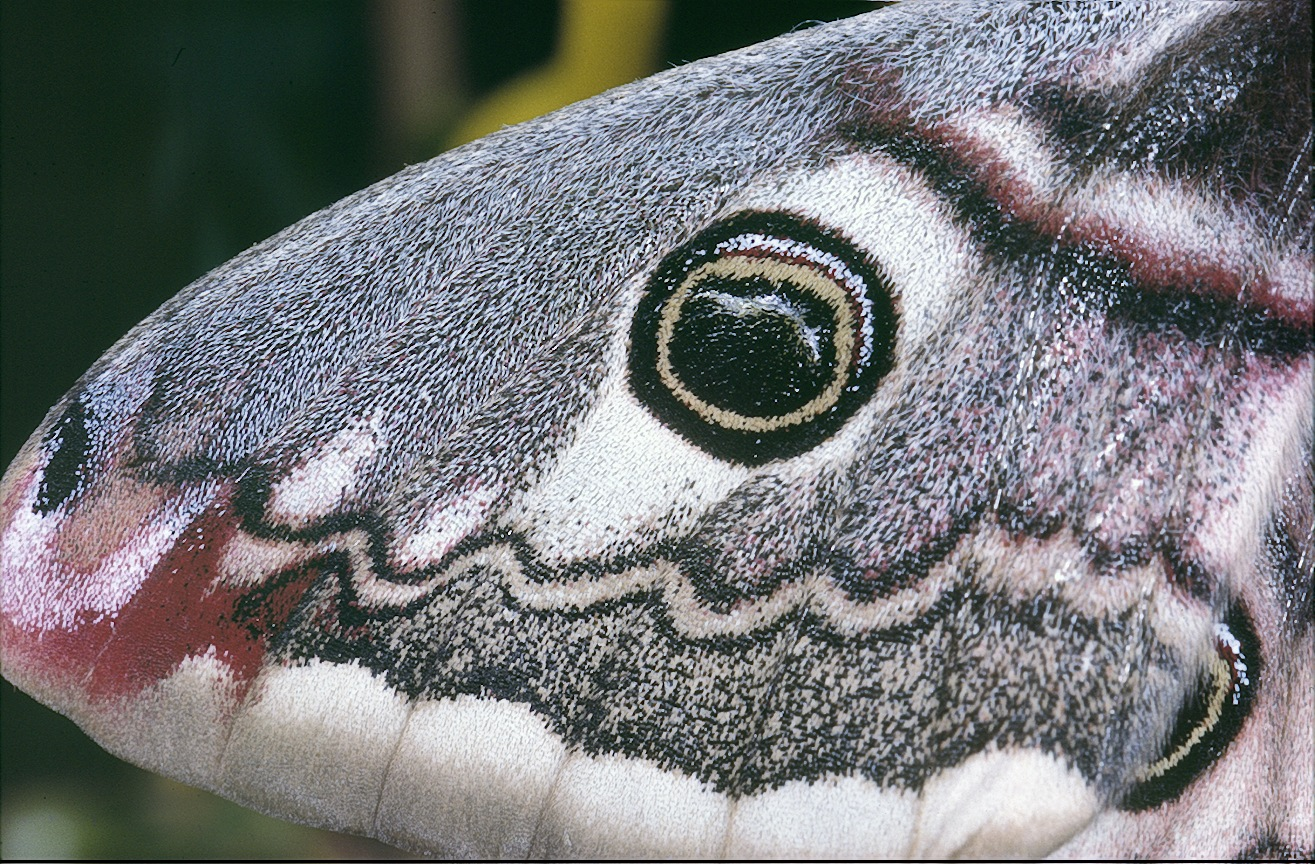
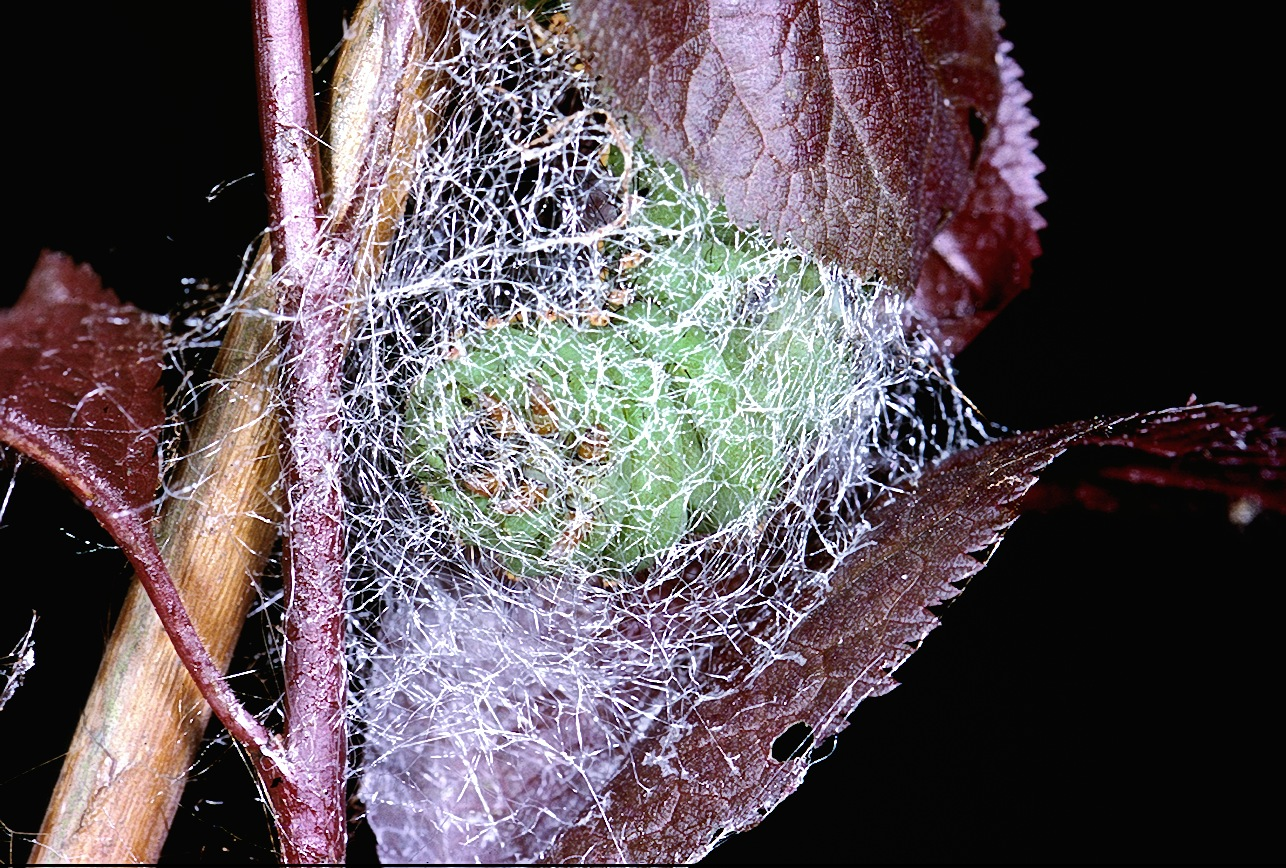
Кокон
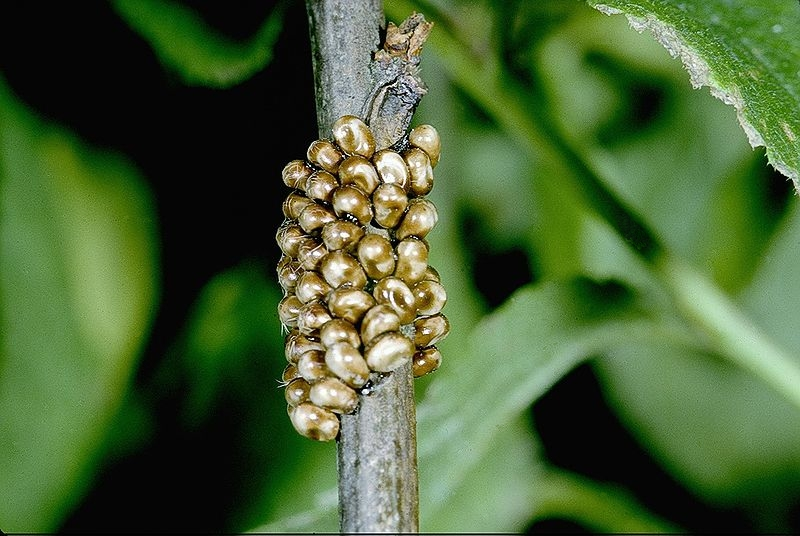
Кладка яиц
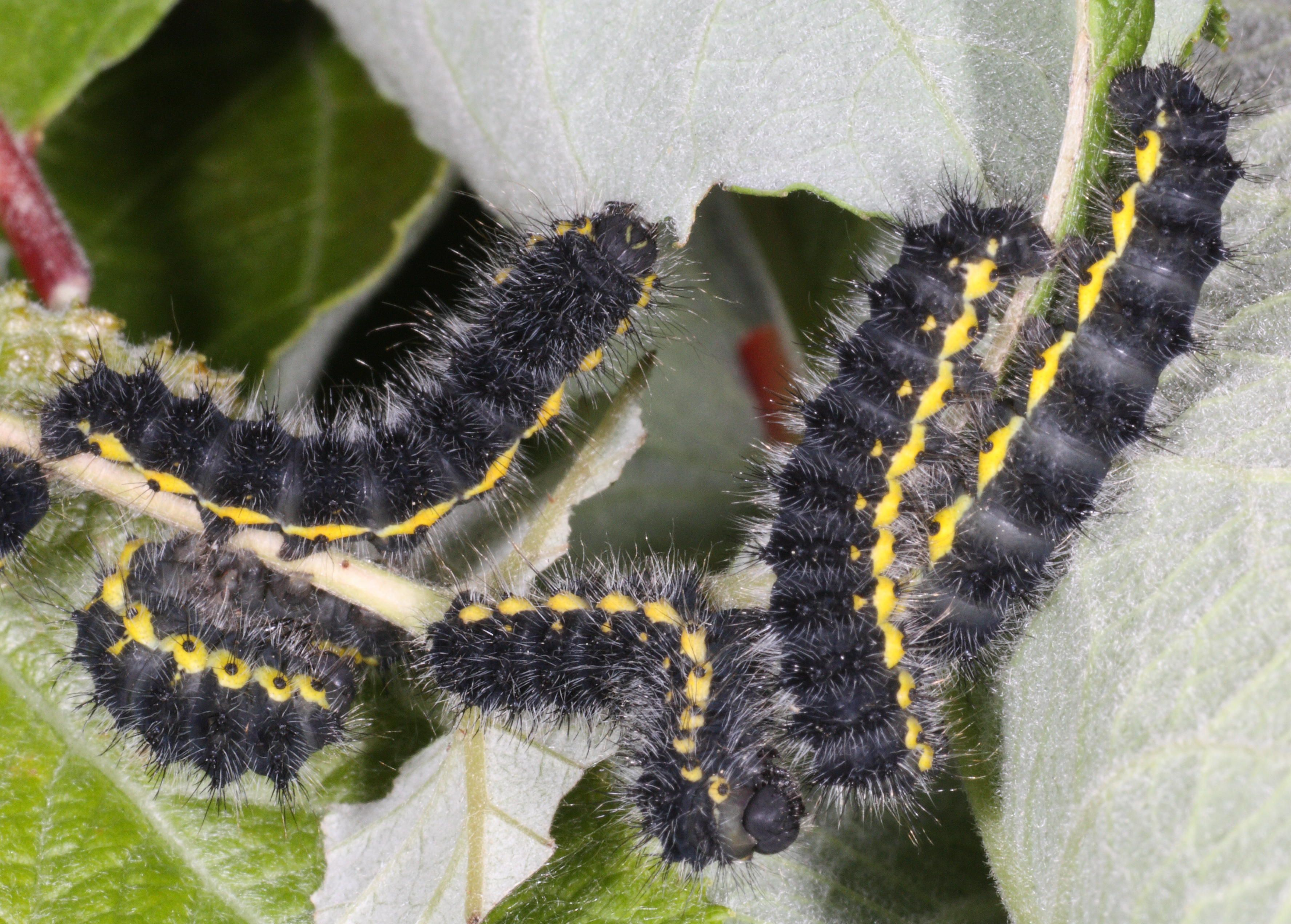
Гусеницы первых возрастов
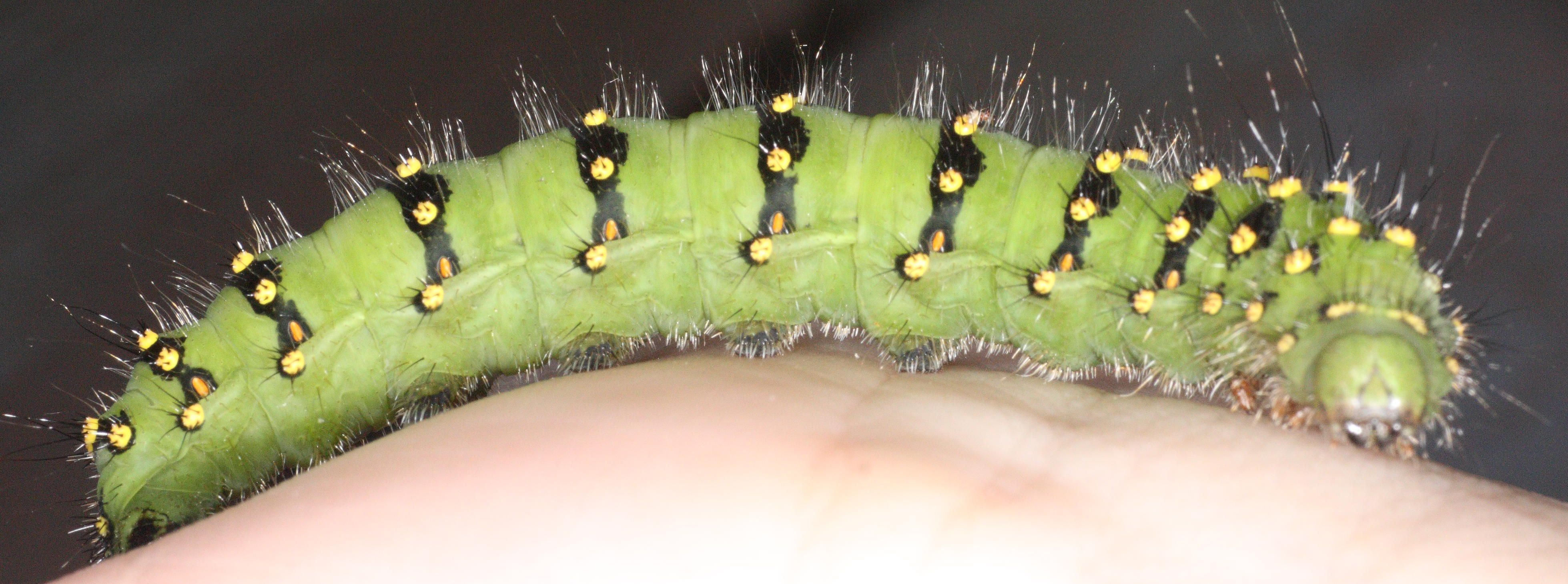
Гусеница позднего возраста